# 戒規
戒規（かいき、英語:church discipline）とは、誤った教理、罪の行い、に対して行使される、キリスト教会の教育、訓練の極端な形である。教会戒規には、訓戒、陪餐停止、除名の3段階がある。
戒規は教会において、異端の誤った教理の侵入を防ぐため、また罪に陥った者を懲戒するため、あるいは回復へと導くために行使される。必ずしも公になされるものではなく、マタイ伝18章15節以下にみられるような個人的な訓戒も戒規である。
プロテスタント宗教改革者は、みことばの説教、礼典の執行、と並んで、戒規を真の制度的教会のしるしの一つと考えた。これは、スコットランド信条において明白に告白されている。
教会戒規の聖書箇所は複数ある（マタイ18:15-17、第一コリント教会への手紙5:1-6、9-13、第一テモテ5:18-20、テトス3:10）。

## 参考
- 『聖書の教理』尾山令仁　羊群社 ISBN 4897020360